# Radu Aldulescu
Radu Aldulescu (Província d'Ilfov, Romania, 17 de setembre de 1922 - Niça, França, 19 de març de 2006) va ser un violoncel·lista originari de Romania.

## Biografia
Va començar a estudiar el violoncel als 6 anys amb el seu avi Dimitri Dinicu, i als 12 anys es va matricular al Conservatori Reial de Música, on es va graduar després de cinc anys. Va debutar el 1941 amb la Orchestra Radiodifuziunii. Entre 1950 i 1964 va ser solista amb la Filharmònica de Bucarest. Formava part d'un trio amb el violinista Stefan Gheorghiu i el pianista Valentin Gheorghiu.
El 1969 va abandonar Romania establir-se permanentment a Itàlia. Allà, entre altres professors tingué a Gaspar Cassadó i Moreu. El 1972 va crear el grup de cambra "Trio d'Archi di Roma", amb el violinista Salvatore Accardo i el violinista Luigi Bianchi.
Va ser professor a l'Acadèmia de Música de Roma, el Conservatori Europeu de París, i va tenir com a alumnes, entre d'altres Paulo Gaio Lima, Ulf Tischbirck, Gemma Serpenti, Mariet van Dijk, Serban Nicèfor i Marin Cazacu. Finalment donà classes a Espanya, on tingué com a alumne Lluís Claret i Serra.